# Wilhelm Kolle

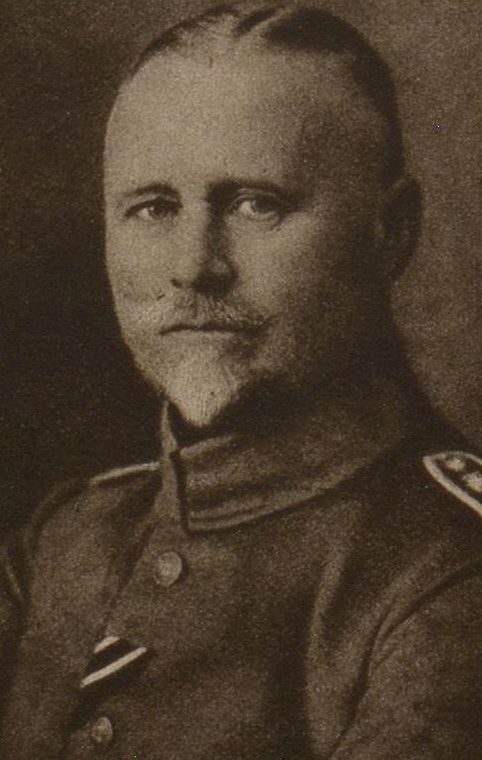
Wilhelm Kolle

Wilhelm Kolle (* 2. November 1868 in Lerbach; † 10. Mai 1935 in Wiesbaden) war ein deutscher Hygieniker und Bakteriologe.

## Leben
Der Mediziner Kolle war von 1893 bis 1906 Mitarbeiter Robert Kochs und entwickelte in dieser Zeit unter anderem die Impfungen gegen Cholera und Typhus (1896).
Anschließend wirkte er am Institut zur Erforschung der Infektionskrankheiten in Bern.
Von 1917 bis 1935 war er Direktor des von Paul Ehrlich begründeten Staatsinstituts für experimentelle Therapie (heute Paul-Ehrlich-Institut) sowie des Georg-Speyer-Hauses in Frankfurt am Main.
Er war mit Helene Alwine Brigl verheiratet und war der Vater von Kurt Kolle und Helmut Kolle (Helmut vom Hügel), sowie der Großvater von Oswalt Kolle.
Kolle war seit dem Wintersemester 1887/88 Mitglied der Turnerschaft Cheruscia Göttingen.
1932 wurde er in der Sektion „Pathologie“ Mitglied der Leopoldina.

## Veröffentlichungen (Auswahl)
- (mit August von Wassermann) Handbuch der pathogenen Mikroorganismen. Fischer, Jena 1902–1904 (Band 1–4), 1907–1909 (2 Ergänzungsbände). Die 3. Auflage (1928–1931) herausgegeben von Kolle, Rudolf Kraus und Paul Uhlenhuth.
- (mit Heinrich Hetsch) Die experimentelle Bakteriologie und die Infektionskrankheiten mit besonderer Berücksichtigung der Immunitätslehre. Ein Lehrbuch für Studierende Ärzte und Medizinalbeamte. Urban & Schwarzenberg, Berlin 1906. Ab der 3. Auflage (1911) in 2 Bänden. Ab der 8. Auflage (1938) betreut von Hans Schlossberger.
- Beiträge zur Syphilisimmunität, Verhandlungen der Deutschen Dermatologischen Gesellschaft. Fünfzehnter Kongress, gehalten zz Bonn 4.–7. September 1927. In: Arch. Dermatol. Syph. Band 155, 1928, S. 121–123.
- Forschung und Forschungsinstitute auf dem Gebiet der experimentellen Medizin. In: Gustav Abb (Hrsg.): Aus fünfzig Jahren deutscher Wissenschaft. Die Entwicklung ihrer Fachgebiete in Einzeldarstellungen. de Gruyter, Berlin 1930, S. 430–443.
- als Hrsg.: Arbeiten aus dem Staatsinstitut für experimentelle Therapie und dem Georg Speyer Haus zu Frankfurt a. M., begründet von Paul Ehrlich. Jena.